# Богдан Ризнић
Богдан Ризнић (Београд, 24. фебруар 1990) је српски кошаркаш. Игра на позицијама бека и крила.

## Биографија
Прошао је млађе селекције Партизана након чега је у марту 2008. потписао први професионални уговор са клубом. Напустио је Партизан по окончању 2008/09. сезоне. Након тога је играо у Кошаркашкој лиги Србије за Константин, Војводину Србијагас и БКК Раднички. У сезони 2013/14. је играо за Радник из Бијељине. Кратак период је провео и у екипи Младости из Мркоњић Града а потом је имао ангажмане у Португалији и Словачкој. Од 2017. до 2021. године је наступао за Златибор из Чајетине. У сезони 2021/22. је по други пут обукао дрес Радника из Бијељине.
Са кадетском репрезентацијом Србије је освојио бронзану медаљу на Европском првенству 2006. године.

## Успеси

### Клупски
- Партизан:
  - Јадранска лига (1): 2008/09.
  - Првенство Србије (1): 2008/09.
  - Куп Србије (1): 2009.

### Репрезентативни
- Европско првенство до 16 година:  2006.